# Johann Daniel Titius

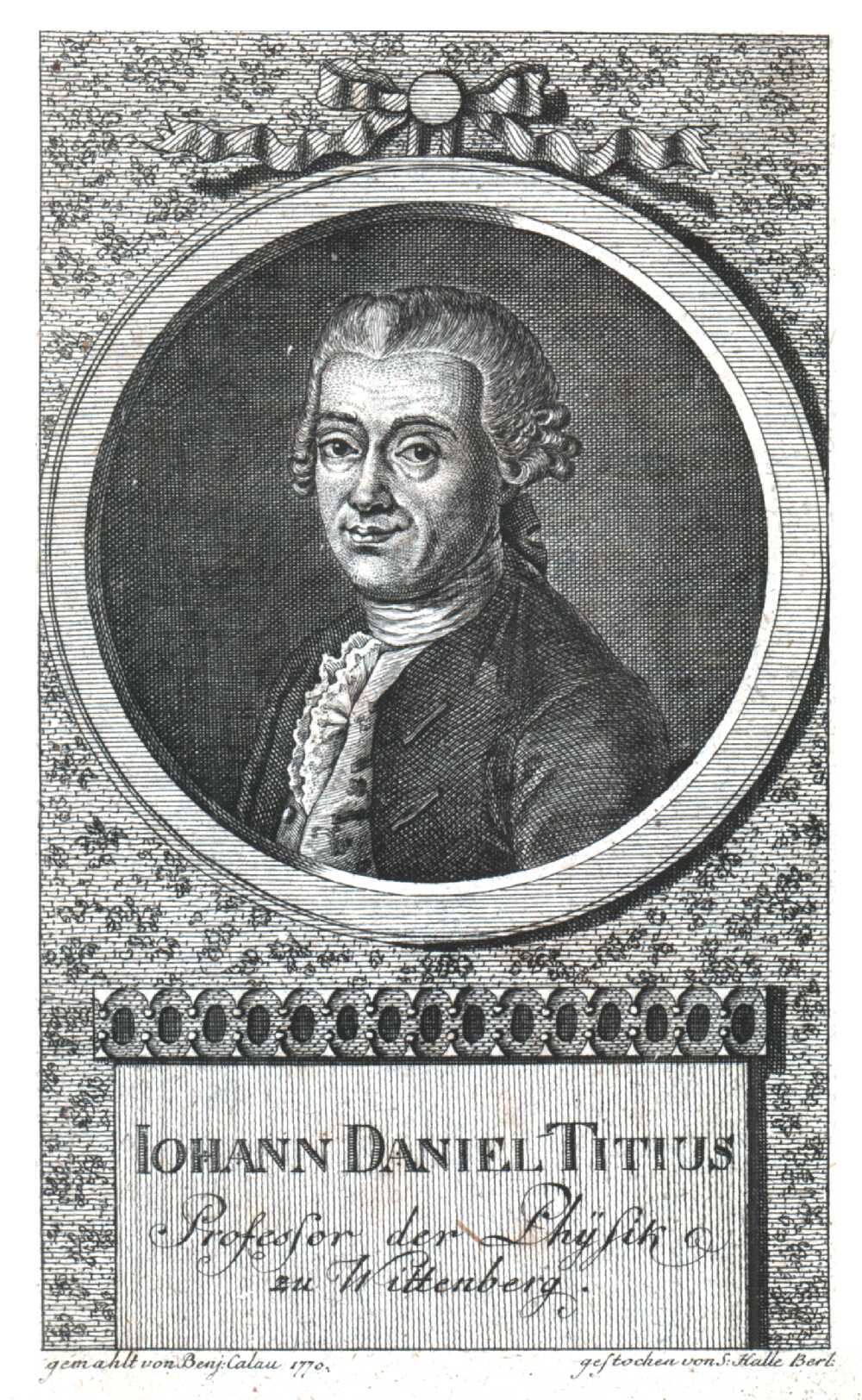
Johann Daniel Titius, Porträt von Johann Samuel Ludwig Halle nach einem Gemälde von Benjamin Calau, 1770

Johann Daniel Titius (auch: Tietz, Tietze; * 2. Januar 1729 in Konitz; † 16. Dezember 1796 in Wittenberg) war ein deutscher Gelehrter, der sich unter anderem mit Astronomie, Physik und Biologie befasste. Sein offizielles botanisches Autorenkürzel lautet „Titius“.

## Leben
Anfänglich besuchte er die Schule seiner Heimatstadt. Nach dem frühen Tod seines Vaters wurde Titius von seinem Onkel Michael Christoph Hanow, der Professor in Danzig war, erzogen und bezog das dortige Gymnasium. Nach dem Besuch des Gymnasiums in Danzig nahm er ein Studium an der Universität Leipzig auf, wo er 1752 den akademischen Grad eines Magisters erlangte (mit einer Magisterarbeit über das Mondlicht) und als Privatdozent an der philosophischen Fakultät aufgenommen wurde. 1756 übernahm er an der Universität Wittenberg die Professur der niederen Mathematik und übernahm 1761 die öffentlichen Vorlesungen über Physik für den aus Wittenberg abwesenden Georg Matthias Bose auf. Da Bose nicht mehr wiederkehrte, erhielt Titius die Physikprofessur vom polnischen König und sächsischen Kurfürsten aufgetragen. Er unterrichtete auch Philosophie, natürliche Theologie und Naturrecht. 1768 wurde er Rektor der Universität. Angebote auf eine Professur in Göttingen, Helmstedt, Kiel und Danzig schlug er aus.
Als Gelehrter war er sehr vielseitig. Heute ist er vor allem für die Aufstellung einer Formel von 1766 bekannt, die eine gewisse Regelmäßigkeit in den mittleren Abständen der Planeten von der Sonne mathematisch beschreibt und als Titius-Bode-Reihe bekannt ist. Als Physiker war er ein Anhänger von René Descartes und betonte die Rolle des Experiments, war aber auch an wirtschaftlichen Anwendungen interessiert. Insbesondere befasste er sich mit Thermometern. In der Biologie folgte er Carl von Linné. Er gab wissenschaftliche Zeitschriften heraus (und förderte Nachdrucke der Philosophical Transactions der Royal Society).
Er schrieb auch in nur einem Jahr (1753–1754) eine deutsche Gesamtübersetzung der Essais von Michel de Montaigne, die lange Zeit als die beste anerkannt war, zumindest bis 1998, als die Neuübersetzung von Hans Stilett erschien. Seine Übersetzungen von Montaigne und der Discours sur les sciences et les arts von Jean-Jacques Rousseau unternahm er auf Anregung von Johann Christoph Gottsched. Er schrieb theologische und philosophische Aufsätze im Sinn der Natürlichen Religion der Aufklärungszeit und historische Werke (Geschichte Westpreußens, Geschichte der Elbübergänge bei Wittenberg).
Er war Mitglied zahlreicher Akademien wie den naturforschenden Gesellschaften in Berlin und Danzig, der Leipziger Ökonomischen Societät. (1767) und der Akademie Gemeinnütziger Wissenschaften in Erfurt und auf literarischem Gebiet der Deutschen Gesellschaften in Jena, Erlangen, Leipzig und Bernburg und Mitgründer der Wittenberger Deutschen Gesellschaft.
Aus seiner Ehe mit der Wittenberger Ratsherrentochter Johanna Christiane von Schönberg stammt der Sohn Salomo Konstantin Titius.

## Ehrungen
Zu Ehren von Johann Daniel Titius wurde der Asteroid (1998) Titius nach ihm benannt, ebenso ein Mondkrater.

## Schriften
als Autor
- Mem. Em. Guil Görz, viri iuvenis docti ex extmiae indolis, praematura morte in Athenaeo Gedanensi 1748 exstincti. Danzig 1743.
- Investigatio finium divinorum in rebus naturalibus necessaria, adversus Cartesium Princip. philos. I. 28-III, 2. defensa. Leipzig 1753.
- Philosophische Gedanken von dem wahren Begriffe der Ewigkeit. Leipzig 1754.
- Parus minimus, Polonorum Remiz, Bononieusium pendulinus descriptus. Accedit tabularum aencaruin biga. Leipzig 1756.
- Prog. quo J. Craig principia theologiae christianae mathematica illustrat, et de valore testimonii humani disputat. Wittenberg 1756.
- Animadversiones quaedam matbematicae Progr. Wittenberg 1761.
- Nachricht von den Gelehrten, welche aus der Stadt Conitz des Polnischen Preußens, herstammen; nach Herrn Hofraths Goedtkens Grundlage abgefasset. Leipzig 1763  (Online).
- Feyerliches Denkmahl der Ehrfurcht und Treue, dem glorreichen Gedächtnisse Friedrich Augusts, Königs in Polen, und Kurfürst Friedrich Christians gewidmet von der Teutschen Gesellschaft in Wittenberg. 1763.
- Attributorum Dei, apto digestorum ordine, brevis expositio. Leiden 1763.
- Ortus mundi necessarius a priori assertus. Wittenberg 1763.
- Progr. Crisis concretorum lithologica. Wittenberg 1765.
- Documenta solemnium promotionis philosophicae d. 17 Octob. 1765, elogia creatorum Doctorum philos. et sermo de thermometro aẻreo habitus. Wittenberg 1765.
- Descriptio thermometri metallici ab inventione ill. atque. Excell. Comitis ab Loeser. Leipzig 1765.
- Die gänzliche Ergebung der Lande Preussen an Polen, mittelst des A. 1466 nach der Einnahme von Conitz zwischen König Kasimir dem IV. und dem Hochmeister Ludwig von Erlichshausen geschlossenen Friedens, historisch vorgestellet u.s.w. Wittenberg 1766.
- Gemeinnützige Abhandlungen zur Beförderung der Erkenntniss und des Gebrauchs natürlicher Dinge, in Absicht auf die Wohlfahrt des Staats und des menschlichen Geschlechts überhaupt. Leipzig 1768.
- Abhandlung über die von der naturforschenden Gesellschaft in Danzig aufgegebene Frage von den dienlichsten Mitteln der Versandung der Danziger Nähring vorzubeugen. Wittenberg 1768.
- De electrici experimenti Lugdunensis inventore primo. Wittenberg 1771.
- Academiae, academicis laborantibus gradibus, labescentes. Wittenberg 1771.
- Physicae dogmaticae elementa, praelectionum caussa evulgata. Wittenberg 1773.
- Prog. Generalis experimentorum critica. Wittenberg 1775.
- Lehrbegriff der Naturgeschichte, zum ersten Unterricht entworfen. Neue Ausgabe. Mit 12 illuminierten Kupfern, Leipzig 1791.
- Laudatio Michaelis Christori Hanovii, Prof. philos. in Gymnasio Gedan. quondam celeberrimi, in renuntiatione Doctorum philosophiae recitata; cum vita illiuste Gottl. Wernsdorfio V. Cl. auctore, et elogiis Promotorum. Wittenberg 1777.
- Allgemeine Grundsätze der theoretischen Haushaltungskunst, zum Unterricht für Anfänger. Leipzig 1780.
- Progr. Geometriae situs principia philosophica. Wittenberg 1781.
- Progr. Physicae experimentalis elementa. Leipzig 1782.
- Nachricht von der vormaligen und der neuerbauten Elbbrücke bey Wittenberg, nebst einigen Beylagen. Mit 3 Kupfertafeln, Leipzig 1788.
- Prog. de modo inveniendi per rationem, quae experiendo in physicis inventa sunt. Wittenberg 1789.
- Prog. de superficierum atque solidorum ortu naturali et mensura. Wittenberg 1791.
- Prog. I. de meritis Vaterorum. Wittenberg 1792.
- De virtute medicamentorum resolventium recte diiudicanda, Prolusio. Wittenberg 1793/94 (3 Bde.).
- Von dem Abgange der Knochentheile in dem menschlichen Körper, nebst der Untersuchung, warum alte Leute kleiner find, als sie in ihren männlichen Jahren gewesen? In: Gesellschaftlichcn Erzählungen. (Hamburg 1752–1753) Tl. 3. St. 5.
- Gedanken über die Geschichte der Zukunft. ebenda St. 7.
- Von dem Eifer Karls des Grossen in Anlegung einer Bibliothek. In: der Sammlung der Gesellsch. der freyen Künste zu Leipzig B. 1. S. 453 (1754) sowie Erneuertes hundertjähriges Andenken der Magdeburgischen Versuche Otto von Guerickes ebenda B. 2. S. 363.

als Herausgeber
- Michael Christoph Hanov: Seltenheiten der Natur und Oekonomie; nebst deren kurzen Beschreibung und Erörterung, aus den Danziger Erfahrungen u. Nachrichten zu mehrern Nutzen und Vergnügen ausgezogen und herausgegeben. 3 Bände, Leipzig 1752–1755 Mit Kupfern.
- Allgemeines Magazin der Natur, Kunst u. Wissenschaften. 4 Teile, Leipzig 1753–1754 Mit Kupfern. Die folgenden Theile besorgten andere
- Neue Erweiterungen der Erkenntniss und des Vergnügens. 12 Bände (jeder von 6 Stücken) Leipzig 1753–1762.
- Neue gesellschaftliche Erzählungen für die Liebhaber der Naturlehre, der Haushaltungswissenschaft, der Arzneykunst, und der Sitten. 4 Teile, Leipzig 1758–1763.
- Nützliche Sammlung von Aufsätzen und Wahrnehmungen über die Witterungen, die Haushaltskunde, das Gewerbe, die Naturkenntniss, Polizey und andere damit verknüpfte Wissenschaften, als die Fortsetzung des Wittenbergischen Wochenblatts. 10 Bände. Leipzig 1783–1792.
- Matthias Kramer: Neues Holländisch-Teutsches, und Teutsch – Holländisches Wörterbuch, in dieser neuen Auflage mit unzähligen Wörtern und Redensarten aus der Hölländischen Sprache, aus Künsten u. Wissenschaften vermehrt, durchaus verbessert und zum gemeinen Gebrauch bequemer gemacht. Wittenberg 1759.
- Progr. de divisione animalium generali. Wittenberg 1760.
- Memoria Philippi Melanchthonis finito post. eius obitum saeculo secundo, in solemni Doctorum Philosophiae promotione. Wittenberg 1760.
- Hugo Grotius: De J. B, et P. IL 21. 17 locus vexatus, interpretatus. Wittenberg 1760.
- Wittenbergiscbes Wochenblatt zur Aufnahme der Naturkunde, und des ökonomischen Gewerbes. Wittenberg 1768–1792 (25 Bände).
- John Craig: Principia Theologiae christianae mathematica. Lank Verlag, Leipzig 1756.

als Respondent
- Daniel Gotthilf Berthold: De rebus petrefactis carumque divisione observationes variae. Dissertation, Wittenberg 1766.
- Adolph Julian Bose: Vestigia fluxus et refluxus in mare Baltico, praesertim ad Vistulae ostium. Dissertation, Wittenberg 1760.
- Johann Christian Franke: De pecuniae deterioris atque melions exaequatione praesertim in mutuo. Dissertation, Wittenberg 1763.
- Ernst Gottlob von Gernsdorff: De physico mentis in corpus regimine. Dissertation, Wittenberg 1780.
- Christian August Herzog: De Vi elementorum repraefentativa. Dissertation, Wittenberg 1761.
- August Siegmund Krause: De damnis ex nimia aedificiorum altitudine metuendis. Dissertation, Wittenberg 1771.
- Gottlieb Friedrich Oertel: Siccitas anni superioris MDCCLXVI (1766) et aquarum diminutio insolita. Dissertation, Wittenberg 1767.
- Johann David Ripke: Vis materialis. Dissertation, Wittenberg 1765.
- Christian Friedrich Scheibner: De physicae in colendo intellectu usu et praestantia. Dissertation, Wittenberg 1765.
- Johann Traugott Schulze: Luminis lunaris theoria nova. Principiis summi Euler in superstructa. Dissertation, Universität Leipzig 1752.
- Johann Adolf Spitzner: De artis naturam imitandi principiis generalioribus. Dissertation, Wittenberg 1783.
- Diss. de firmitatis cohaerentia in sideribus. Wittenberg 1790.
- Diss. de linearum atque supersicierum ortu naturali et menfura. Wittenberg 1790.
- Diss. systema plantarum sexuale ad naturam compositum. Wittenberg 1767.

als Übersetzer
- Charles Bonnet: Betrachtung über die Natur („Contemplation de la nature“). Verlag Junius, Leipzig 1766 (2 Bde., mit den Ergänzungen von Abt Spallanzani).
- Henri Louis Duhamel du Monceau: Abhandlung von der Erhaltung des Getraides, und besonders des Waizens („Traité de la conservation des grains“). Verlag Junius, Leipzig 1755–1768.
  - (Hauptbd.). 1755.
  - (Supplement). 1768.
- Michel de Montaigne: Versuche („Essais“). Diogenes Verlag, Zürich 1996, ISBN 3-257-22880-5 (3 Bde., Nachdr. d. Ausg. Leipzig 1753/54).
- Jean-Jacques Rousseau: Abhandlung, welche bey der Academie zu Dijon im Jahre 1750 den Preis über folgende von der Akademie vorgelegte Frage davongetragen hat: „Ob die Wiederherstellung der Wissenschaften und Künste etwas zur Läuterung der Sitten beygetragen habe?“ („Discours sur les sciences et les arts“). Verlag Röhrig, St. Inbert 1997, ISBN 3-86110-105-X (Nachdr. d. Ausg. Leipzig 1752).
- Richard Steele: Der Schwätzer. Eine Sittenschrift („The Tatler“). Lank Verlag, Leipzig 1755/56 (2 Bde.).
- Stephan Thourneyser: Neue Untersuchung des Satzes „Ob die Gottesleugnung und die verkehrten Sitten aus dem System der Fatalität herkommen?“. Langenheim, Leipzig 1752 (mit Anmerkungen).
- Horace-Bénédict de Saussure: Versuch über die Hygrometrie („Essais sur l'hygrométrie“). Verlag Junius, Leipzig 1784.